# Pérez Prado
Pérez Prado, nome artístico de Dámaso Pérez Prado (Matanzas, 11 de dezembro de 1916 — Cidade do México, 14 de setembro de 1989) foi um grande pianista e compositor cubano, considerado o maior expoente do Mambo. Ficou imortalizado como Rei do Mambo devido ao seu sucesso arrebatador.